# Massenwirkungsgesetz
Das Massenwirkungsgesetz (Abkürzung „MWG“) definiert das chemische Gleichgewicht für chemische Reaktionen. Dem Massenwirkungsgesetz zufolge ist im chemischen Gleichgewicht das Produkt aus den Aktivitäten {\displaystyle a_{i}} der beteiligten Stoffe {\textstyle i} potenziert mit den jeweiligen stöchiometrischen Zahlen {\displaystyle \nu _{i}} gleich einer Konstante, die als Gleichgewichts- oder Massenwirkungskonstante {\displaystyle K} bezeichnet wird. Diese ist nicht mit der Geschwindigkeitskonstante {\displaystyle k} zu verwechseln. Sind an einer Reaktion {\displaystyle z} Stoffe beteiligt, erhält man:
{\displaystyle K=\prod _{i=1}^{z}a_{i}^{{\nu }_{i}}}
Hierbei ist {\textstyle \prod } das Produktzeichen. Da die stöchiometrischen Zahlen der Ausgangsstoffe negativ sind, werden Massenwirkungsgesetze als Brüche formuliert, wobei die Produktterme den Zähler und die Eduktterme den Nenner bilden. Für eine Reaktion mit der unter Verwendung des Gleichgewichtspfeils formulierten stöchiometrischen Reaktionsgleichung
{\displaystyle |\nu _{\mathrm {A} }|\,\mathrm {A} +|\nu _{\mathrm {B} }|\,\mathrm {B} +\dotsb +|\nu _{\mathrm {M} }|\,\mathrm {M} \rightleftharpoons \nu _{\mathrm {N} }\,\mathrm {N} +\nu _{\mathrm {O} }\,\mathrm {O} +\dotsb +\nu _{\mathrm {Z} }\,\mathrm {Z} },
an der die Ausgangsstoffe {\displaystyle {\ce {A}}}, {\displaystyle {\ce {B}}}, …, {\displaystyle {\ce {M}}} und die Produkte {\displaystyle {\ce {N}}}, {\displaystyle {\ce {O}}}, …, {\displaystyle {\ce {Z}}} beteiligt sind, nimmt das Massenwirkungsgesetz daher folgende Form an:
{\displaystyle K={\frac {a_{\text{N}}^{\nu _{\text{N}}}\cdot a_{\text{O}}^{\nu _{\text{O}}}\dotsm a_{\text{Z}}^{\nu _{\mathrm {Z} }}}{a_{\text{A}}^{|\nu _{\text{A}}|}\cdot a_{\text{B}}^{|\nu _{\text{B}}|}\dotsm a_{\text{M}}^{|\nu _{\mathrm {M} }|}}}}
Die Gleichgewichtskonstante ist eine intensive dimensionslose thermodynamische Zustandsgröße und definiert diejenige stoffliche Zusammensetzung, für die das unter den jeweiligen Reaktionsbedingungen relevante thermodynamische Potential des reagierenden Systems ein Minimum aufweist. Stellt sich der durch das Massenwirkungsgesetz definierte Gleichgewichtszustand ein, wird die maximale Zunahme der Entropie, die durch Zustandsänderungen im Reaktionsgemisch realisierbar ist, erreicht. Hierbei wird nicht nur die Entropieänderung im Reaktionsgemisch, sondern auch die durch die betrachtete Reaktion hervorgerufene Entropieänderung in dessen Umgebung berücksichtigt; im Reaktionsgemisch kann die Entropie sogar abnehmen, wenn die Entropie in der Umgebung umso stärker zunimmt.

## Geschichte

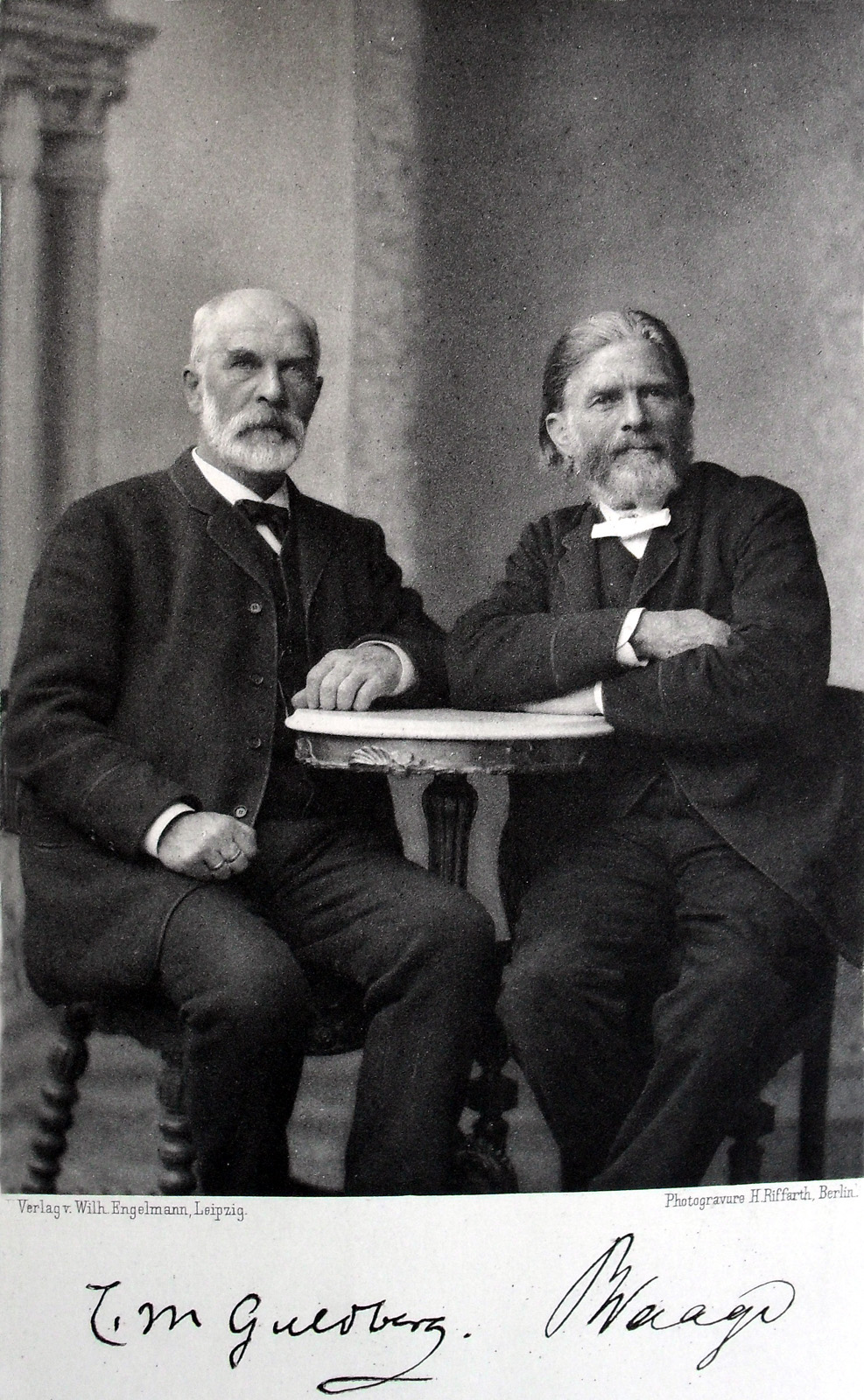
Cato Maximilian Guldberg (links) und Peter Waage (rechts) im Jahr 1891

Das Massenwirkungsgesetz wurde von den norwegischen Chemikern Cato Maximilian Guldberg und Peter Waage experimentell ermittelt und 1864 auf Norwegisch sowie 1867 auf Französisch (mit ihren experimentellen Daten und einem modifizierten Gesetz) erstmals veröffentlicht. Ihre Veröffentlichung fand lange keine große Beachtung. Der Ire John Hewitt Jellett kam 1873 zu ähnlichen Schlussfolgerungen, ebenso wie 1877 Jacobus Henricus van ’t Hoff. Insbesondere nach den Veröffentlichungen von van ’t Hoff (aber auch von anderen wie August Friedrich Horstmann) hatten Guldberg und Waage den Eindruck, dass ihre Arbeit nicht genug bekannt sei. Nachdem sie 1879 im Journal für Praktische Chemie eine ausführlichere Darlegung in deutscher Sprache veröffentlicht hatten, erkannte van ’t Hoff deren Priorität an.

## Thermodynamische Aspekte

### Thermodynamische Definition der Gleichgewichtskonstante
Im thermodynamischen Gleichgewicht ist die Änderung des (zur Beschreibung des Systems angebrachten) thermodynamischen Potentials null (vergleiche Reaktionsquotient). Die Gleichgewichtskonstante hängt ausschließlich vom jeweils anzuwenden thermodynamischen Potential ab, sofern dessen unabhängige Zustandsvariablen konstant gehalten werden. Da thermodynamische Gleichgewichtszustände unabhängig vom Weg sind, auf dem diese erreicht werden, ist es für die thermodynamische Gültigkeit des Massenwirkungsgesetzes nicht erforderlich, die unabhängigen Zustandsvariablen des relevanten thermodynamischen Potentials während des gesamten Reaktionsverlaufes konstant zu halten.
In der Praxis sind vor allem zwei Szenarien von Bedeutung:
Reaktionen, die in Autoklaven durchgeführt werden, wie etwa Solvothermalsynthesen, finden bei konstantem Volumen und in der Regel bei konstanter Temperatur statt, wohingegen der Druck variabel ist. Wird eine Reaktion bei konstanter Temperatur, konstantem Volumen und variablem Druck durchgeführt, ist die freie Energie (Helmholtz-Potential) {\displaystyle F} das relevante thermodynamische Potential, da neben der sich im Verlauf der chemischen Reaktion verändernden stofflichen Zusammensetzung des reagierenden Systems Temperatur und Volumen die unabhängigen Zustandsvariablen von {\displaystyle F} sind. Das Massenwirkungsgesetz definiert dann die stoffliche Zusammensetzung des reagierenden Systems, für die {\displaystyle F} minimal wird und die damit den thermodynamischen Gleichgewichtszustand darstellt. Für eine bei konstantem Volumen und konstanter Temperatur durchgeführte chemische Reaktion, deren {\displaystyle z} beteiligte Komponenten {\textstyle i} die molaren freien Bildungsenergien {\displaystyle F_{i,m}} besitzen, wird die molare freie Reaktionsenergie {\displaystyle \Delta _{\rm {R}}F} gleich:
{\displaystyle \Delta _{\rm {R}}F=\sum _{i=1}^{z}\left(\nu _{i}\cdot F_{i,m}\right)}
Ist {\displaystyle T} die absolute Temperatur und {\displaystyle R} die allgemeine Gaskonstante, hängt die Gleichgewichtskonstante {\displaystyle K} wie folgt von der molaren freien Reaktionsenergie {\displaystyle \Delta _{\rm {R}}F} ab:
{\displaystyle K=\exp {\bigg [}-{\frac {\Delta _{\rm {R}}F^{\circ }}{R\cdot T}}{\bigg ]}}
Viele chemische Reaktionen werden in offenen Systemen durchgeführt, so dass Druckausgleich zwischen dem reagierenden System und der Umgebung erfolgen kann. Somit kann angenommen werden, dass die betrachtete Reaktion unter einem konstanten, dem Umgebungsdruck entsprechenden Druck durchgeführt wird, während das Volumen des reagierenden Systems variabel ist. Wird eine Reaktion bei konstantem Druck, konstanter Temperatur und variablem Volumen durchgeführt, ist die freie Enthalpie (Gibbs-Energie) {\displaystyle G} das relevante thermodynamische Potential, da neben der sich im Verlauf der chemischen Reaktion verändernden stofflichen Zusammensetzung des reagierenden Systems Druck und Temperatur die unabhängigen Zustandsvariablen von {\displaystyle G} sind. In diesem Fall definiert das Massenwirkungsgesetz die stoffliche Zusammensetzung des reagierenden Systems, für die die freie Enthalpie minimal wird und die damit den thermodynamischen Gleichgewichtszustand darstellt. Für eine bei konstantem Druck und konstanter Temperatur durchgeführte chemische Reaktion, deren {\displaystyle z} beteiligte Komponenten {\textstyle i} die molaren freien Bildungsenthalpien {\displaystyle G_{i,m}} besitzen, wird die molare freie Reaktionsenergie {\displaystyle \Delta _{\rm {R}}F} gleich:
{\displaystyle \Delta _{\rm {R}}G=\sum _{i=1}^{z}\left(\nu _{i}\cdot G_{i,m}\right)}
Die Gleichgewichtskonstante {\displaystyle K} ist dann wie folgt durch die molare freie Reaktionsenthalpie {\displaystyle \Delta _{R}G} definiert:
{\displaystyle K=\exp {\bigg [}-{\frac {\Delta _{\rm {R}}G^{\circ }}{R\cdot T}}{\bigg ]}}
Wird ein chemisches Gleichgewicht durch die Änderung der Konzentration eines an der betrachteten Reaktion beteiligten Stoffes – und damit seiner Aktivität – gestört, müssen sich gemäß dem Prinzip vom kleinsten Zwang nach Henry Le Chatelier die Aktivitäten (und damit die Konzentrationen) der anderen an der Reaktion beteiligten Stoffe so ändern, dass das Massenwirkungsgesetz erfüllt bleibt. Die Gleichgewichtskonstante ist somit unabhängig von den Ausgangskonzentrationen der an der betrachteten Reaktion beteiligten Stoffe. Als thermodynamische Zustandsgröße hängt die Gleichgewichtskonstante nicht vom Reaktionsmechanismus oder von kinetischen Größen wie Geschwindigkeitskonstanten und Reaktionsgeschwindigkeiten ab.

### Herleitung

Profil der freien Enthalpie während einer Gleichgewichtsreaktion als Funktion des Umsatzes.

Im Folgenden wird exemplarisch angenommen, dass die betrachtete Reaktion bei konstantem Druck und konstanterTemperatur durchgeführt wird, so dass die freie Enthalpie {\displaystyle G} das relevante thermodynamische Potential ist. Sinngemäß lässt sich die unten skizzierte Herleitung auf jedes andere thermodynamische Potential anwenden.
{\displaystyle G_{i}} sei der Beitrag eines Stoffes {\displaystyle i} zur extensiven freien Gesamtenthalpie {\displaystyle G_{\mathrm {sys} }} des betrachteten Systems. Sofern Druck, Temperatur und die Stoffmengen {\displaystyle n_{j}} aller weiteren anwesenden Stoffe {\displaystyle j} konstant gehalten werden, ist das chemische Potential {\displaystyle \mu _{i}} des Stoffes {\displaystyle i} gleich der Änderung {\displaystyle \mathrm {d} G_{i}} pro Änderung {\displaystyle \mathrm {d} n_{i}} der Stoffmenge {\displaystyle n_{i}} des Stoffes {\displaystyle i}:
{\displaystyle \mu _{i}=\left({\frac {\partial G_{i}}{\partial {n_{i}}}}\right)_{T,p,n_{j\neq i}}}
Die Menge der Formelumsätze einer chemischen Reaktion in Mol ist durch die Umsatzvariable {\displaystyle \xi } gegeben, dem Quotienten aus {\displaystyle \mathrm {d} n_{i}} und der stöchiometrischen Zahl {\displaystyle \nu _{i}} des Stoffes {\textstyle i}:
{\displaystyle \mathrm {d} \xi ={\frac {\mathrm {d} n_{i}}{\nu _{i}}}}
Ersetzt man im Ausdruck für das chemische Potential {\displaystyle \mathrm {d} n_{i}} durch {\displaystyle \nu _{i}\cdot \mathrm {d} \xi } und löst nach {\displaystyle \mathrm {d} G_{i}} auf, erhält man:
{\displaystyle \mathrm {d} G_{i}=\nu _{i}\cdot \mu _{i}\cdot \mathrm {d} \xi }
Enthält ein Reaktionsgemisch insgesamt {\displaystyle z} verschiedene Stoffe, gilt für die Änderung {\displaystyle \mathrm {d} G_{\mathrm {sys} }} der freien Gesamtenthalpie {\displaystyle G_{\mathrm {sys} }} des reagierenden Systems:
{\displaystyle \mathrm {d} G_{\mathrm {sys} }=\sum _{i=1}^{z}\mathrm {d} G_{i}=\sum _{i=1}^{z}(\nu _{i}\cdot \mu _{i}\cdot \mathrm {d} \xi )=\sum _{i=1}^{z}(\nu _{i}\cdot \mu _{i})\cdot \mathrm {d} \xi }
Dividieren durch {\displaystyle \mathrm {d} \xi } ergibt:
{\displaystyle \left({\frac {\partial G_{\mathrm {sys} }}{\partial \xi }}\right)_{T,p}=\sum _{i=1}^{z}(\nu _{i}\cdot \mu _{i})}
Unter den gegebenen Reaktionsbedingungen für {\displaystyle T,p} ist {\displaystyle {\frac {\partial G_{\mathrm {sys} }}{\partial \xi }}} die Änderung der freien Systementhalpie {\displaystyle G_{\mathrm {sys} }} pro Reaktionsumsatz.
Das chemische Potential {\displaystyle \mu _{i}} eines Stoffes {\displaystyle i} in einer Reaktionsmischung lässt sich als Summe eines aktivitätsunabhängigen Anteils {\displaystyle \mu _{i}^{\circ }} und eines aktivitätsabhängigen Anteils {\displaystyle RT\ln a_{i}} ausdrücken. Der aktivitätsunabhängige Anteil {\displaystyle \mu _{i}^{\circ }} entspricht einem mischphasenthermodynamischen Referenzzustand ({\displaystyle \circ }) bei einem beliebigen Druck {\displaystyle p^{\circ }}, in dem der von {\displaystyle a_{i}} abhängige Anteil von {\displaystyle \mu _{i}} verschwindet. Sofern Stoff {\displaystyle i} in der betrachteten Reaktionsmischung im gleichen Aggregatzustand vorliegt wie als Reinstoff, ist {\displaystyle \mu _{i}^{\circ }} das chemische Potential des Reinstoffes. Liegt Stoff {\displaystyle i} in der betrachteten Mischung nicht im gleichen Aggregatzustand vor wie als Reinstoff, ist {\displaystyle \mu _{i}^{\circ }} das chemische Potential des Stoffes {\displaystyle i}, wenn dieser mit unendlicher Verdünnung in einer idealen Lösung gelöst ist. Der mischphasenthermodynamische Referenzzustand ({\displaystyle \circ }) ist nicht mit sogenannten Standardzuständen unter Standardbedingungen zu verwechseln. Man erhält:
{\displaystyle \mu _{i}(a_{i})=\mu _{i}^{\circ }+R\cdot T\cdot \ln a_{i}}
Hierbei ist {\displaystyle a_{i}:=\exp \left({\frac {\mu _{i}-\mu _{i}^{\circ }}{RT}}\right)} die relative chemische Aktivität mit der Gaskonstante {\displaystyle R} und der absoluten Temperatur {\displaystyle T}. Die Kombination mit obigem Ausdruck für {\displaystyle \left(\partial G_{\mathrm {sys} }/{\partial \xi }\right)_{T,p}}ergibt:
{\displaystyle \left({\frac {\partial G_{\mathrm {sys} }}{\partial \xi }}\right)_{T,p}=\sum _{i=1}^{z}(\nu _{i}\cdot \mu _{i}^{o}+\nu _{i}\cdot R\cdot T\cdot \ln a_{i})=\sum _{i=1}^{z}\nu _{i}\cdot \mu _{i}^{o}+R\cdot T\cdot \sum _{i=1}^{z}\nu _{i}\cdot \ln a_{i}}
Die Summe {\displaystyle \textstyle \sum _{{i}=1}^{z}{\nu _{i}}\cdot \mu _{i}^{\circ }=:\Delta _{\rm {R}}G^{\circ }} ist gleich der molaren freien Reaktionsenthalpie {\displaystyle \Delta _{\rm {R}}G^{\circ }}. Man erhält:
{\displaystyle \left({\frac {\partial G_{\mathrm {sys} }}{\partial \xi }}\right)_{T,p}=\Delta _{\rm {R}}G^{\circ }+R\cdot T\cdot \sum _{i=1}^{z}\nu _{i}\cdot \ln a_{i}}
Während {\displaystyle \Delta _{\rm {R}}G^{\circ }} konstant ist, solange Druck und Temperatur nicht verändert werden, hängt die Summe {\displaystyle \textstyle \sum _{{i}=1}^{z}\nu _{i}\cdot \ln a_{i}} von den jeweils aktuellen relativen Aktivitäten {\displaystyle a_{i}} ab. Durch Anwendung der einschlägigen Logarithmusregel lässt sich die Summe {\displaystyle \textstyle \sum _{{i}=1}^{z}\nu _{i}\cdot \ln a_{i}} in den Logarithmus des Produkts {\displaystyle \textstyle \prod _{i=1}^{z}a_{i}^{{\nu }_{i}}} umwandeln, welches als Reaktionsquotient {\displaystyle Q_{r}} bezeichnet wird:
{\displaystyle \sum _{i=1}^{z}\nu _{i}\cdot \ln a_{i}=\ln \left(\prod _{i=1}^{z}a_{i}^{{\nu }_{i}}\right)=\ln Q_{r}}
Somit ergibt sich:
{\displaystyle \left({\frac {\partial G_{\mathrm {sys} }}{\partial \xi }}\right)_{T,p}=\Delta _{\rm {R}}G^{\circ }+R\cdot T\cdot \ln Q_{r}}
Solange im Verlauf der betrachteten Reaktion die transienten relativen Aktivitäten der Edukte größer als die relativen Gleichgewichtsaktivitäten der Edukte sind, ist {\displaystyle Q_{r}} kleiner als die Gleichgewichtskonstante {\displaystyle K}, und es gilt:
{\displaystyle \Delta _{\rm {R}}G^{\circ }+R\cdot T\cdot \ln Q_{r}<0}
Folglich nimmt {\displaystyle G_{\mathrm {sys} }} mit Fortlaufen der Reaktion ab:
{\displaystyle \left({\frac {\partial G_{\mathrm {sys} }}{\partial \xi }}\right)_{T,p}<0}
Im chemischen Gleichgewicht nimmt die freie Gesamtenthalpie {\displaystyle G_{\mathrm {sys} }} des reagierenden Systems den kleinstmöglichen erreichbaren Wert an. Im chemischen Gleichgewicht weist die Funktion {\displaystyle G_{\mathrm {sys} }(\xi )_{T,p}} somit ein Minimum auf. Der partielle Differentialquotient {\displaystyle (\partial G_{\mathrm {sys} }/\partial \xi )_{T,p}} muss demnach im chemischen Gleichgewicht gleich null sein:
{\displaystyle \left({\frac {\partial G_{\mathrm {sys} }}{\partial \xi }}\right)_{T,p}=\Delta _{\rm {R}}G^{\circ }+R\cdot T\cdot \ln Q_{r}=0}
Der Reaktionsquotient {\displaystyle Q_{r}} ist im chemischen Gleichgewicht allein durch die freie Reaktionsenthalpie {\displaystyle \Delta _{\rm {R}}G^{\circ }} gegeben und entspricht damit der Gleichgewichtskonstanten {\displaystyle K}:
{\displaystyle \Delta _{\rm {R}}G^{\circ }=-R\cdot T\cdot \ln Q_{r}=-R\cdot T\cdot \ln K}
Dieser Ausdruck stellt den Zusammenhang zwischen der molaren freien Reaktionsenthalpie {\displaystyle \Delta _{\rm {R}}G^{\circ }} und der stofflichen Zusammensetzung des Reaktionsgemisches im chemischen Gleichgewicht dar. Auflösen nach {\displaystyle K} ergibt entsprechend:
{\displaystyle K=\exp {\bigg [}-{\frac {\Delta _{\rm {R}}G^{\circ }}{R\cdot T}}{\bigg ]}=\prod _{i=1}^{z}a_{i}^{{\nu }_{i}}.}

### Druck- und Temperaturabhängigkeit der Gleichgewichtskonstante
Da sich das Massenwirkungsgesetz auf ein unter den jeweiligen Reaktionsbedingungen anzuwendendes thermodynamisches Potential bezieht, ist die Gleichgewichtskonstante abhängig von den Zustandsgrößen, die die unabhängigen Zustandsvariablen des betreffenden thermodynamischen Potentials darstellen. Ist das relevante thermodynamische Potential die freie Enthalpie, ändert sich der Wert der Gleichgewichtskonstante, wenn die betrachtete Reaktion bei unverändertem Druck und einer veränderten konstanten Temperatur durchgeführt wird. Die Temperaturabhängigkeit der Gleichgewichtskonstante bei konstantem Druck lässt sich durch die van-’t-Hoff-Gleichung beschreiben beziehungsweise durch van-'t-Hoffsche Reaktionsisobaren darstellen. Ebenso ändert sich der Wert der Gleichgewichtskonstanten, wenn die betrachtete Reaktion bei unveränderter Temperatur und verändertem konstanten Druck durchgeführt wird. Zur Beschreibung der Druckabhängigkeit der Gleichgewichtskonstante {\displaystyle K} bei konstanter Temperatur in kondensierten Phasen wird das molare Reaktionsvolumen {\displaystyle \Delta _{R}{\overline {V}}} herangezogen:
{\displaystyle \left({\frac {\partial \ln K}{\partial p}}\right)_{T}=-{\frac {\Delta _{R}{\overline {V}}}{RT}}}
Die Druckabhängigkeit der Gleichgewichtskonstante ist bei Reaktionen, die in kondensierten Phasen stattfinden, jedoch typischerweise sehr schwach und wird häufig vernachlässigt. Ist das relevante thermodynamische Potential die freie Energie, wird die Temperaturabhängigkeit der Gleichgewichtskonstante bei konstantem Volumen durch die van-’t-Hoff’sche Reaktionsisochore beschrieben.

## Aufstellung des Massenwirkungsgesetzes mit Stoffmengenkonzentrationen

### Formulierung
In der Praxis wird das Massenwirkungsgesetz statt mit den Aktivitäten der an der betrachteten Reaktion beteiligten Stoffe häufig näherungsweise unter Verwendung der Stoffmengenkonzentrationen aufgestellt. Bei stärker konzentrierten Lösungen können jedoch die Werte der Aktivitätskoeffizienten stark von 1 abweichen, so dass diese Näherung mit Vorsicht zu gebrauchen ist. Die mit Stoffmengenkonzentrationen berechneten Gleichgewichtskonstanten werden zur Unterscheidung von mit Aktivitäten berechneten Gleichgewichtskonstanten mit {\displaystyle K_{c}} bezeichnet, wobei der tiefgestellte Index {\displaystyle c} für Stoffmengenkonzentration steht. Das Massenwirkungsgesetz wird zum Beispiel für die Reaktion
{\displaystyle |\nu _{\mathrm {A} }|\,\mathrm {A} +|\nu _{\mathrm {B} }|\,\mathrm {B} \rightleftharpoons \nu _{\mathrm {C} }\,\mathrm {C} +\nu _{\mathrm {D} }\,\mathrm {D} }
unter Verwendung der Stoffmengenkonzentrationen {\displaystyle c({\mathrm {A} })}, {\displaystyle c({\mathrm {B} })}, {\displaystyle c({\mathrm {C} })} und {\displaystyle c({\mathrm {D} })} der Ausgangsstoffe {\displaystyle {\ce {A}}} und {\displaystyle {\ce {B}}} sowie der Produkte {\displaystyle {\ce {C}}} und {\displaystyle {\ce {D}}} wie folgt formuliert:
{\displaystyle K_{c}={\frac {c(\mathrm {C} )^{\nu _{\mathrm {C} }}\cdot c(\mathrm {D} )^{\nu _{\mathrm {D} }}}{c(\mathrm {A} )^{|\nu _{\mathrm {A} }|}\cdot c(\mathrm {B} )^{|\nu _{\mathrm {B} }|}}}}
Da die stöchiometrischen Zahlen {\displaystyle \nu _{\mathrm {A} }} und {\displaystyle \nu _{\mathrm {B} }} der Ausgangsstoffe {\displaystyle {\ce {A}}} und {\displaystyle {\ce {B}}} als Exponenten von deren Stoffmengenkonzentrationen {\displaystyle c({\mathrm {A} })} und {\displaystyle c({\mathrm {B} })} definitionsgemäß ein negatives Vorzeichen besitzen, stehen die Eduktterme {\displaystyle c(\mathrm {A} )^{|\nu _{\mathrm {A} }|}} und {\displaystyle c(\mathrm {B} )^{|\nu _{\mathrm {B} }|}}im Nenner des Ausdrucks für {\displaystyle K_{c}}.
Verallgemeinert kann man eine Reaktion mit {\displaystyle z} beteiligten Stoffen {\displaystyle i} betrachten. {\displaystyle K_{c}} ist gleich dem Produkt der Stoffmengenkonzentrationen {\displaystyle c_{i}} der an der betrachteten Reaktion beteiligten Stoffe {\displaystyle i} jeweils potenziert mit deren stöchiometrischen Koeffizienten {\displaystyle \nu _{i}}:
{\displaystyle K_{c}=\prod \limits _{i=1}^{z}c_{i}^{\nu _{i}}}

### Einheit vonKc
{\displaystyle K_{c}} kann eine Dimension und damit auch eine Einheit besitzen. Die Summe aller stöchiometrischen Koeffizienten {\displaystyle \nu _{i}} der {\displaystyle z} an der betrachteten Reaktion beteiligten Stoffe {\displaystyle i} sei {\displaystyle \nu _{\text{ges}}}:
{\displaystyle \nu _{\mathrm {ges} }=\sum _{i=1}^{z}\nu _{i}}
{\textstyle L} ist das Dimensionssymbol für Länge, {\textstyle N} das Dimensionssymbol für die Stoffmenge. Die Dimension der Stoffmengenkonzentration ist {\displaystyle N/L^{3}} und die Dimension von {\displaystyle K_{c}} demzufolge {\displaystyle (N/L^{3})^{\nu _{\mathrm {ges} }}}. Lediglich wenn {\displaystyle \nu _{\mathrm {ges} }=0} ist, ist {\displaystyle K_{c}} dimensionslos. Betrachtet man beispielsweise die Synthese von Kaliumhexacyanidoferrat(II) gemäß
{\displaystyle \mathrm {Fe^{2+}+6\ CN^{-}\rightleftharpoons [Fe(CN)_{6}]^{4-}} },
ergibt sich für {\displaystyle K_{c}}:
{\displaystyle K_{c}=\mathrm {\frac {c([Fe(CN)_{6}]^{4-})}{c(Fe^{2+})\cdot c^{6}(CN^{-})}} }
In diesem Beispiel ist {\displaystyle \nu _{\mathrm {ges} }=-1-6+1=-6} und die Dimension von {\displaystyle K_{c}} gleich {\displaystyle (N\cdot L^{-3})^{-6}=N^{-6}\cdot L^{18}}. Die Einheit von {\displaystyle K_{c}} ist demnach {\displaystyle \mathrm {m} ^{18}\cdot \mathrm {Mol} ^{-6}}.

### Umrechnung zwischenKundKc
Die dimensionslose (mit den Aktivitäten {\displaystyle a_{i}} der an der betrachteten Reaktion beteiligten Stoffe {\displaystyle i} berechnete) Gleichgewichtskonstante {\displaystyle K} hängt mit {\displaystyle K_{c}} wir folgt zusammen. Ausgehend von der Definition
{\displaystyle K=\prod _{i=1}^{z}a_{i}^{{\nu }_{i}}} setzen wir {\displaystyle a_{i}=\gamma _{i}c_{i}/c^{\circ }} ein:
{\displaystyle K=\prod _{i=1}^{z}\left(\gamma _{i}c_{i}/c^{\circ }\right)^{{\nu }_{i}}=\prod _{i=1}^{z}\left(c_{i}/c^{\circ }\right)^{{\nu }_{i}}\prod _{i}\gamma _{i}^{\nu _{i}}=\prod _{i=1}^{z}c_{i}^{\nu _{i}}/{c^{\circ }}^{\nu _{\text{ges}}}\prod _{i}\gamma _{i}^{\nu _{i}}=K_{c}/{c^{\circ }}^{\nu _{\text{ges}}}\prod _{i}\gamma _{i}^{\nu _{i}}}.
Unter der idealen Näherung (d. h. Vernachlässigung der konzentrationsabhängigen Aktivitätskoeffizienten) {\displaystyle \gamma _{i}(c_{i})\approx 1} gilt
{\displaystyle K\approx K_{c}/{c^{\circ }}^{\nu _{\text{ges}}}.}

## Kinetische Betrachtung

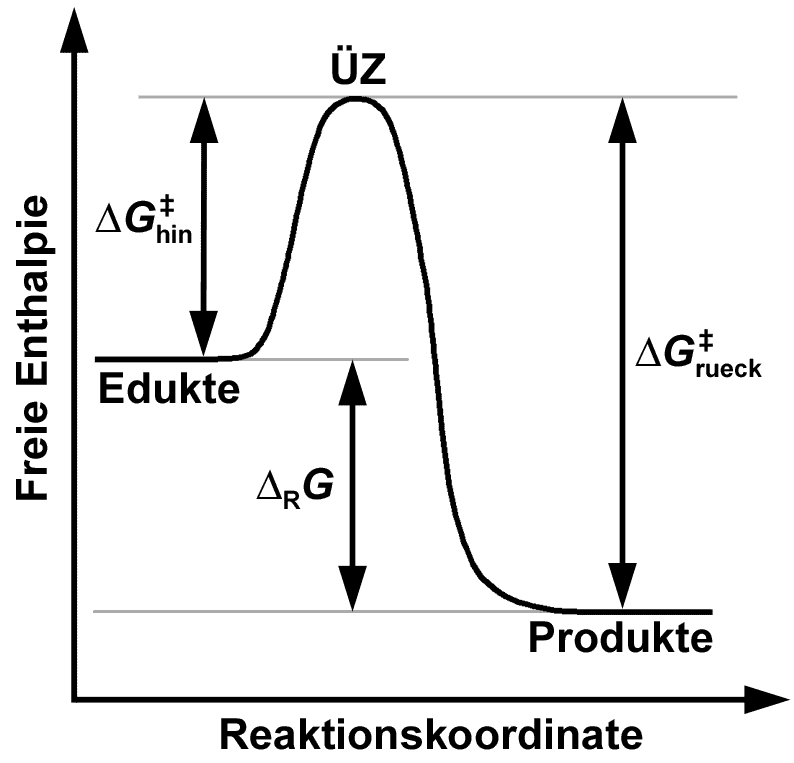
Profil der freien Enthalpie entlang der Reaktionstrajektorie einer Elementarreaktion. Um von den Ausgangsstoffen (Edukte) zum Übergangszustand (ÜZ) zu kommen, muss die freie Aktivierungsenergie der Hinreaktion aufgebracht werden. Durchläuft die Rückreaktion denselben Übergangszustand wie die Hinreaktion, ist die freie Aktivierungsenthalpie der Rückreaktion (freie Reaktionsenthalpie) und

### Freie Aktivierungsenthalpien
Gemäß der Theorie des Übergangszustandes müssen im Verlauf elementarer Reaktionsereignisse Ausgangsstoffe und Produkte trennende Potentialbarrieren überwunden werden, die sich auf der makroskopischen Ebene am zweckmäßigsten durch das jeweils anzuwendende thermodynamische Potential beschreiben lassen. Reversible Reaktionen zeichnen sich dadurch aus, dass neben Hinreaktionen, die zur Bildung der Reaktionsprodukte aus den Ausgangsstoffen führen, auch Rückreaktionen, die zur Bildung der Ausgangsstoffe aus den Reaktionsprodukten führen, in nennenswertem Umfang stattfinden. Werden beispielsweise Druck und Temperatur konstant gehalten, repräsentiert die molare freie Aktivierungsenthalpie {\displaystyle \Delta G_{\rm {hin}}^{\ddagger }} die Höhe der bei der Hinreaktion für die Umwandlung der Ausgangsstoffe in die Produkte zu überwindenden Potentialbarriere. Entsprechend repräsentiert die molare freie Aktivierungsenthalpie {\displaystyle \Delta G_{\text{rück}}^{\ddagger }} die Höhe der bei der Rückreaktion für die Umwandlung der Produkte in die Ausgangsstoffe zu überwindenden Potentialbarriere.
Im Gleichgewicht laufen Hin- und Rückreaktion entlang derselben Reaktionstrajektorie in entgegengesetzter Richtung ab. Es gilt mit {\displaystyle \Delta _{\rm {R}}G} als molarer freier Reaktionsenthalpie der Hinreaktion für {\displaystyle \Delta G_{\text{rück}}^{\ddagger }} (siehe Kinetik (Chemie), Abschnitt Freie Aktivierungsenthalpien und thermodynamisches Gleichgewicht):
{\displaystyle \Delta _{\mathrm {R} }G=\Delta G_{\mathrm {hin} }^{\ddagger }-\Delta G_{\text{rück}}^{\ddagger }}

### Gleichgewichtskonstanten und Geschwindigkeitskonstanten
Die Kinetik einer betrachteten Reaktion wird durch ein Geschwindigkeitsgesetz beschrieben, in das das thermodynamische Aktivierungspotential mittels einer Geschwindigkeitskonstante eingeht. Die Geschwindigkeitskonstante der Hinreaktion {\textstyle k_{\mathrm {hin} }}, die die Kinetik der Umwandlung der Ausgangsstoffe in die Produkte repräsentiert, hängt von {\displaystyle \Delta G_{\mathrm {hin} }^{\ddagger }} wie folgt ab (siehe Abschnitt „Thermodynamische Formulierung“ im Artikel „Theorie des Übergangszustandes“):
{\displaystyle k_{\mathrm {hin} }=\mathrm {Konstante_{hin}} \cdot \exp {\bigg [}-{\frac {\Delta G_{\mathrm {hin} }^{\ddagger }}{RT}}{\Bigg ]}}
Entsprechend gilt für die Geschwindigkeitskonstante {\textstyle k_{\text{rück}}}, die die Kinetik der Umwandlung der Produkte die Ausgangsstoffe durch die Rückreaktion repräsentiert:
{\displaystyle k_{\text{rück}}=\mathrm {Konstante_{r{\text{ü}}ck}} \cdot \exp {\bigg [}-{\frac {\Delta G_{\text{rück}}^{\ddagger }}{RT}}{\Bigg ]}}
Durch Anwendung des Ausdrucks {\displaystyle \Delta G_{\text{rück}}^{\ddagger }=\Delta G_{\mathrm {hin} }^{\ddagger }-\Delta _{\mathrm {R} }G} lässt sich {\textstyle k_{\text{rück}}} als Funktion von {\displaystyle \Delta _{\mathrm {R} }G} und {\displaystyle \Delta G_{\mathrm {hin} }^{\ddagger }} darstellen:
{\displaystyle k_{\text{rück}}=\mathrm {Konstante_{r{\text{ü}}ck}} \cdot \exp {\Bigg [}-{\frac {\Delta G_{\text{rück}}^{\ddagger }}{RT}}{\Bigg ]}=\mathrm {Konstante_{r{\text{ü}}ck}} \cdot \exp {\Bigg [}-{\frac {\Delta G_{\mathrm {hin} }^{\ddagger }-\Delta _{\mathrm {R} }G}{RT}}{\Bigg ]}}
Für den Quotienten aus {\textstyle k_{\mathrm {hin} }} und {\textstyle k_{\text{rück}}} folgt:
{\displaystyle {\frac {k_{\mathrm {hin} }}{k_{\text{rück}}}}={\frac {\mathrm {Konstante_{hin}} }{\mathrm {Konstante_{r{\text{ü}}ck}} }}\cdot \exp {\Bigg [}-{\frac {\Delta G_{\mathrm {hin} }^{\ddagger }}{RT}}{\Bigg ]}\cdot \exp {\Bigg [}-{\frac {\Delta G_{\mathrm {hin} }^{\ddagger }-\Delta _{\mathrm {R} }G}{RT}}{\Bigg ]}^{-1}}
Da die Geschwindigkeitskonstanten {\displaystyle k_{\text{hin}}} und {\displaystyle k_{\text{rück}}} aus mit Stoffmengenkonzentrationen aufgestellten Geschwindigkeitsgesetzen stammen, kann der Quotient {\displaystyle \mathrm {Konstante_{hin}} /\mathrm {Konstante_{r{\text{ü}}ck}} } gleich {\displaystyle c_{\rm {ges}}^{\nu _{\rm {ges}}}} gesetzt werden:
{\displaystyle {\frac {\mathrm {Konstante_{hin}} }{\mathrm {Konstante_{r{\text{ü}}ck}} }}=c_{\rm {ges}}^{\nu _{\rm {ges}}}}
Es folgt:
{\displaystyle {\frac {k_{\mathrm {hin} }}{k_{\text{rück}}}}=c_{\rm {ges}}^{\nu _{\rm {ges}}}\cdot \exp {\Bigg [}-{\frac {\Delta G_{\mathrm {hin} }^{\ddagger }}{RT}}{\Bigg ]}\cdot \exp {\Bigg [}-{\frac {\Delta G_{\mathrm {hin} }^{\ddagger }-\Delta _{\mathrm {R} }G}{RT}}{\Bigg ]}^{-1}=c_{\rm {ges}}^{\nu _{\rm {ges}}}\cdot \exp {\Bigg [}-{\frac {\Delta _{\mathrm {R} }G}{RT}}{\Bigg ]}=c_{\rm {ges}}^{\nu _{\rm {ges}}}\cdot K=K_{c}}
Das Verhältnis {\textstyle {\frac {k_{\mathrm {hin} }}{k_{\text{rück}}}}} ist somit gleich der Gleichgewichtskonstante {\textstyle c_{\rm {ges}}^{\nu _{\rm {ges}}}\cdot K_{x}=K_{c}} und wird durch die freie Reaktionsenthalpie {\displaystyle \Delta _{\mathrm {R} }G^{\circ }} vorgegeben. Der Zusammenhang zwischen der Gleichgewichtskonstante und den Geschwindigkeitskonstanten der Hin- und Rückreaktion ist thermodynamisch begründet und gilt unabhängig von der Art und Weise, in der die die Reaktionskinetik beschreibenden Geschwindigkeitsgesetze formuliert werden.

### Reaktionsgeschwindigkeiten im Gleichgewicht
Betrachtet sei folgende Gleichgewichtsreaktion:
{\displaystyle |\nu _{\mathrm {A} }|\,\mathrm {A} +|\nu _{\mathrm {B} }|\,\mathrm {B} \rightleftharpoons \nu _{\mathrm {C} }\,\mathrm {C} +\nu _{\mathrm {D} }\,\mathrm {D} }
Die Geschwindigkeitsgesetze der Hin- und Rückreaktionen sind mit den Stoffmengenkonzentrationen {\displaystyle c(\mathrm {A} )} und {\displaystyle c(\mathrm {B} )} der Ausgangsstoffe {\displaystyle {\ce {A}}} und {\displaystyle {\ce {B}}} sowie den Stoffmengenkonzentrationen {\displaystyle c(\mathrm {C} )} und {\displaystyle c(\mathrm {D} )} der Produkte {\displaystyle {\ce {C}}} und {\displaystyle {\ce {D}}} zu bilden (in der chemischen Kinetik werden Stoffmengenkonzentrationen oder andere Gehaltsangaben statt der Aktivitäten verwendet). Mit {\displaystyle r_{\mathrm {hin} }} sowie {\displaystyle r_{\text{rück}}} als Reaktionsgeschwindigkeiten der Hin- und Rückreaktion, mit {\displaystyle a} und {\displaystyle b} als partiellen Reaktionsordnungen der Ausgangsstoffe {\displaystyle {\ce {A}}} und {\displaystyle {\ce {B}}} in der Hinreaktion sowie mit {\displaystyle c} und {\displaystyle d} als partiellen Reaktionsordnungen von {\displaystyle {\ce {C}}} und {\displaystyle {\ce {D}}} in der Rückreaktion erhält man:
{\displaystyle r_{\mathrm {hin} }=k_{\mathrm {hin} }\cdot c{\text{(A)}}}^{a}\cdot c{{\text{(B)}}^{b}}
{\displaystyle r_{\text{rück}}=k_{\text{rück}}\cdot c{\text{(C)}}^{c}\cdot c{\text{(D)}}^{d}}
Teilt man den Ausdruck für {\displaystyle r_{\text{rück}}} durch den Ausdruck für {\displaystyle r_{\mathrm {hin} }}, erhält man:
{\displaystyle {\frac {r_{\text{rück}}}{r_{\mathrm {hin} }}}={\frac {k_{\text{rück}}\cdot c{\text{(C)}}^{c}\cdot c{\text{(D)}}^{d}}{k_{\mathrm {hin} }\cdot c{\text{(A)}}^{a}\cdot {c{\text{(B)}}^{b}}}}}
Falls Hin- und Rückreaktionen aus Elementarreaktionen bestehen (und nur dann), kann angenommen werden, dass deren Molekularitäten durch die partiellen Reaktionsordnungen der beteiligten Stoffe abgebildet werden. In diesem Fall entsprechen die partiellen Reaktionsordnungen {\displaystyle a}, {\displaystyle b}, {\displaystyle c} und {\displaystyle d} den Beträgen der stöchiometrischen Koeffizienten {\displaystyle \nu _{\mathrm {A} }}, {\displaystyle \nu _{\mathrm {B} }}, {\displaystyle \nu _{\mathrm {C} }} und {\displaystyle \nu _{\mathrm {D} }}. Weiterhin wird angenommen, dass die beteiligten Stoffe sich ideal verhalten, so dass die Aktivitätskoeffizienten gleich 1 werden. mit {\displaystyle c_{\mathrm {ges} }=c(\mathrm {A} )+c(\mathrm {B} )+c(\mathrm {C} )+c(\mathrm {D} )} sowie mit {\displaystyle \nu _{\mathrm {ges} }=\nu _{\mathrm {A} }+\nu _{\mathrm {B} }+\nu _{\mathrm {C} }+\nu _{\mathrm {D} }} erhält man:
{\displaystyle {\frac {c{\text{(C)}}^{c}\cdot c{\text{(D)}}^{d}}{c{\text{(A)}}^{a}\cdot {c{\text{(B)}}^{b}}}}={\frac {{(c_{\mathrm {ges} }\cdot x_{\text{C}}})^{\nu _{\text{C}}}\cdot {(c_{\mathrm {ges} }\cdot x_{\text{D}}})^{\nu _{\text{D}}}}{{(c_{\mathrm {ges} }\cdot x_{\text{A}}})^{|\nu _{\text{A}}|}\cdot {(c_{\mathrm {ges} }\cdot x_{\text{B}}})^{|\nu _{\text{B}}|}}}=c_{\mathrm {ges} }^{\nu _{\mathrm {ges} }}\cdot {\frac {x_{\text{C}}^{\nu _{\text{C}}}\cdot x_{\text{D}}^{\nu _{\text{D}}}}{x_{\text{A}}^{|\nu _{\text{A}}|}\cdot x_{\text{B}}^{|\nu _{\text{B}}|}}}=c_{\mathrm {ges} }^{\nu _{\mathrm {ges} }}\cdot K}
Man erhält entsprechend:
{\displaystyle {\frac {r_{\text{rück}}}{r_{\mathrm {hin} }}}={\frac {k_{\text{rück}}\cdot c{\text{(C)}}^{c}\cdot c{\text{(D)}}^{d}}{k_{\mathrm {hin} }\cdot c{\text{(A)}}^{a}\cdot {c{\text{(B)}}^{b}}}}={\frac {k_{\text{rück}}}{k_{\mathrm {hin} }}}\cdot c_{\mathrm {ges} }^{\nu _{\mathrm {ges} }}\cdot K}
Mit {\displaystyle {\frac {k_{\mathrm {hin} }}{k_{\text{rück}}}}=c^{\nu _{\rm {ges}}}\cdot K} und folglich {\displaystyle {\frac {k_{\text{rück}}}{k_{\text{hin}}}}={\frac {1}{c^{\nu _{\rm {ges}}}\cdot K}}} erhält man:
{\displaystyle {\frac {r_{\text{rück}}}{r_{\mathrm {hin} }}}={\frac {1}{c^{\nu _{\rm {ges}}}\cdot K}}\cdot c^{\nu _{\rm {ges}}}\cdot K=1}
Daraus folgt, dass im hier beschriebenen Szenario im chemischen Gleichgewicht die Geschwindigkeit der Hinreaktion {\displaystyle r_{\mathrm {hin} }} gleich der Geschwindigkeit der Rückreaktion {\displaystyle r_{\text{rück}}} sein muss:
{\displaystyle r_{\text{hin}}=r_{\text{rück}}}
Eine populäre didaktische Hinführung zum chemischen Gleichgewicht mit Hilfe der chemischen Kinetik von Gleichgewichtsreaktionen ist der sogenannte "Apfelkrieg". In dessen Verlauf wirft ein Junge zunächst mit einer hohen Rate schlechte Äpfel in den Garten eines alten Nachbarn. Dieser wirft die Äpfel mit langsamer Rate zurück. Da der Junge mehr Äpfel pro Zeit wirft als der alte Mann, kann der Junge nach einer gewissen Zeit nurmehr die Äpfel werfen, die der alte Mann zurückwirft. Folglich gleichen sich die Apfelwurfraten beider Beteiligter an, was dem chemischen Gleichgewicht entspricht. Hierbei handelt es sich nicht um eine Herleitung des Massenwirkungsgesetzes, sondern um eine heuristische Einführung anhand eines spezifischen Beispielszenarios.

## Aufstellung des Massenwirkungsgesetzes für homogene Gasgleichgewichte
Für Gasphasenreaktionen wird das Massenwirkungsgesetz häufig mit den Partialdrücken {\textstyle p_{i}} der beteiligten Stoffe {\textstyle i} aufgestellt. Als Symbol für mit Partialdrücken erhaltene Gleichgewichtskonstanten wird {\textstyle K_{p}} verwendet. Bei homogenen Gasgleichgewichten mit {\textstyle z} beteiligten Komponenten nimmt das Massenwirkungsgesetz entsprechend folgende Form an:
{\displaystyle K_{p}=\prod _{i=1}^{z}p_{i}^{{\nu }_{i}}}
Bei der Bildung von Iodwasserstoff aus elementarem Wasserstoff und Iod
{\displaystyle \mathrm {{H_{2}}_{(g)}+{I_{2}}_{(g)}\rightleftharpoons 2\ {HI}_{(g)}} }
stellt sich das Gleichgewicht
{\displaystyle K_{p}={\frac {p^{2}\mathrm {(HI)} }{p\mathrm {(H_{2})} \cdot p\mathrm {(I_{2})} }}}
ein. {\textstyle K_{p}} und {\textstyle K_{c}} beziehungsweise die Partialdrücke {\textstyle p_{i}} und die Stoffmengenkonzentrationen {\textstyle c_{i}} lassen sich über die Zustandsgleichung für ideale Gase miteinander verknüpfen:
{\displaystyle p_{i}V=n_{i}RT} {\displaystyle \Leftrightarrow p_{i}={\frac {n_{i}}{V}}RT=c_{i}RT}
Für die Gleichgewichtskonstante {\textstyle K_{p}} bei der Bildung von Iodwasserstoff ergibt sich:
{\displaystyle K_{p}={\frac {[c\mathrm {(HI)} RT]^{2}}{c\mathrm {(H_{2})} RT\cdot \ c\mathrm {(I_{2})} RT}}={\frac {c^{2}\mathrm {(HI)} }{c\mathrm {(H_{2})} \cdot c\mathrm {(I_{2})} }}=K_{c}}
Ist in einem Gasphasengleichgewicht die Teilchenanzahl der Produkte gleich der Teilchenanzahl der Edukte, so kürzt sich {\textstyle RT} im mit Stoffmengenkonzentrationen formulierten Massenwirkungsgesetz heraus. Betrachtet man jedoch die Reaktion von Schwefeldioxid und Sauerstoff zu Schwefeltrioxid
{\displaystyle \mathrm {2\ {SO_{2}}_{(g)}+{O_{2}}_{(g)}\rightleftharpoons 2\ {SO_{3}}_{(g)}} } mit {\displaystyle K_{p}={\frac {p^{2}\mathrm {\mathrm {(SO_{3})} } }{p^{2}\mathrm {(SO_{2})} \cdot p\mathrm {(O_{2})} }}}
und ersetzt die Drücke durch Stoffmengenkonzentrationen, ergibt sich:
{\displaystyle K_{p}={\frac {[c\mathrm {(SO_{3})} RT]^{2}}{[c\mathrm {(SO_{2})} RT]^{2}\cdot c\mathrm {(O_{2})} RT}}={\frac {c^{2}\mathrm {\mathrm {(SO_{3})} } }{c^{2}\mathrm {(SO_{2})} \cdot c\mathrm {(O_{2})} }}\cdot {\frac {1}{RT}}=K_{c}\cdot {\frac {1}{RT}}}
Die Teilchenzahl vermindert sich bei der Reaktion und ein Faktor {\textstyle 1/RT} verbleibt im mit Stoffmengenkonzentrationen formulierten Massenwirkungsgesetz.
Betrachtet man die Bildung von Ammoniak im Haber-Bosch-Verfahren gemäß
{\displaystyle \mathrm {{3\ H_{2}}_{(g)}+{N_{2}}_{(g)}\rightleftharpoons {2\ NH_{3}}_{(g)}} },
ergibt sich:
{\displaystyle K_{p}={\frac {p^{2}\mathrm {(NH_{3})} }{p\mathrm {(N_{2})} \cdot p^{3}\mathrm {(H_{2})} }}}
Die Umrechnung von {\displaystyle K_{p}} in {\displaystyle K_{c}} erfolgt gemäß:
{\displaystyle K_{p}={\frac {[c\mathrm {(NH_{3})} RT]^{2}}{c\mathrm {(N_{2})} RT\cdot [c\mathrm {(H_{2})} RT]^{3}}}={\frac {c^{2}\mathrm {(NH_{3})} }{c\mathrm {(N_{2})} \cdot c^{3}\mathrm {(H_{2})} }}\cdot {\frac {1}{(RT)^{2}}}=K_{c}\cdot {\frac {1}{(RT)^{2}}}}
Allgemein lässt sich also das Massenwirkungsgesetz eines Gasphasengleichgewichts ausdrücken als:
{\displaystyle K_{p}=K_{c}\cdot {(RT)^{\nu _{\mathrm {ges} }}}}
Dabei ist {\textstyle \nu _{\mathrm {ges} }=\textstyle \sum _{{i}=1}^{z}{\nu _{i}}\displaystyle } die Summe der stöchiometrische Zahlen der betrachteten Reaktion. Im Fall der Bildung von HI aus den Elementen ist {\displaystyle \nu _{\mathrm {ges} }=-1-1+2=0}. Beim Haber-Bosch-Verfahren ist {\displaystyle \nu _{\mathrm {ges} }=-3-1+2=-2}.
Alternativ ist es oft zweckmäßig, die Zusammensetzung der Gasphase über Stoffmengenanteile {\textstyle x_{i}} anzugeben. In diesem Fall wird eine auf die Stoffmengenanteile bezogene Gleichgewichtskonstante {\displaystyle K_{x}} erhalten:
{\displaystyle K_{x}=\prod _{i=1}^{z}x_{i}^{{\nu }_{i}}} mit {\displaystyle x_{i}={\frac {p_{i}}{p}}}
Allgemein gilt hier:
{\displaystyle K_{x}=K_{c}\cdot {\left({\dfrac {RT}{p}}\right)^{\nu _{\mathrm {ges} }}}}

## Anwendungen des Massenwirkungsgesetzes
Für eine Vielzahl von Spezialfällen definiert das Massenwirkungsgesetzes – teilweise in vereinfachter Form – Gleichgewichtskonstanten für spezifische Reaktionsszenarien. So beschreiben Assoziations- und Dissoziationskonstanten das Gleichgewicht für Assoziations- und Dissoziationsprozesse. Das Löslichkeitsprodukt definiert die Gleichgewichtslöslichkeit von Salzen in Wasser. Komplexbildungskonstanten quantifizieren die Stabilität von Komplexverbindungen. Ionenprodukte werden durch Vereinfachung des Massenwirkungsgesetzes für elektrolytische Dissoziationsprozesse erhalten. Die quantitative thermodynamische Beschreibung der Säure-Base-Chemie durch Säurekonstanten und Basenkonstanten basiert auf dem Massenwirkungsgesetz. Die Protolyse von Essigsäure in wässeriger Lösung wird beispielsweise durch folgende stöchiometrische Reaktionsgleichung beschrieben:
{\displaystyle \mathrm {CH_{3}COOH_{(aq)}+H_{2}O_{(aq)}\rightleftharpoons H_{3}O_{(aq)}^{+}+CH_{3}COO_{(aq)}^{-}} }
Die Säurekonstante {\displaystyle K_{\mathrm {s} }} von Essigsäure ergibt sich gemäß:
{\displaystyle K_{\mathrm {s} }={\frac {c(\mathrm {H} _{3}\mathrm {O} ^{+})\cdot c(\mathrm {CH_{3}COO} ^{-})}{c(\mathrm {CH_{3}COOH} )}}}